# Drosera lasiantha
Drosera lasiantha ist eine Art aus der Gattung Sonnentau. Sie wurde im Jahre 1992 erstbeschrieben.

## Beschreibung

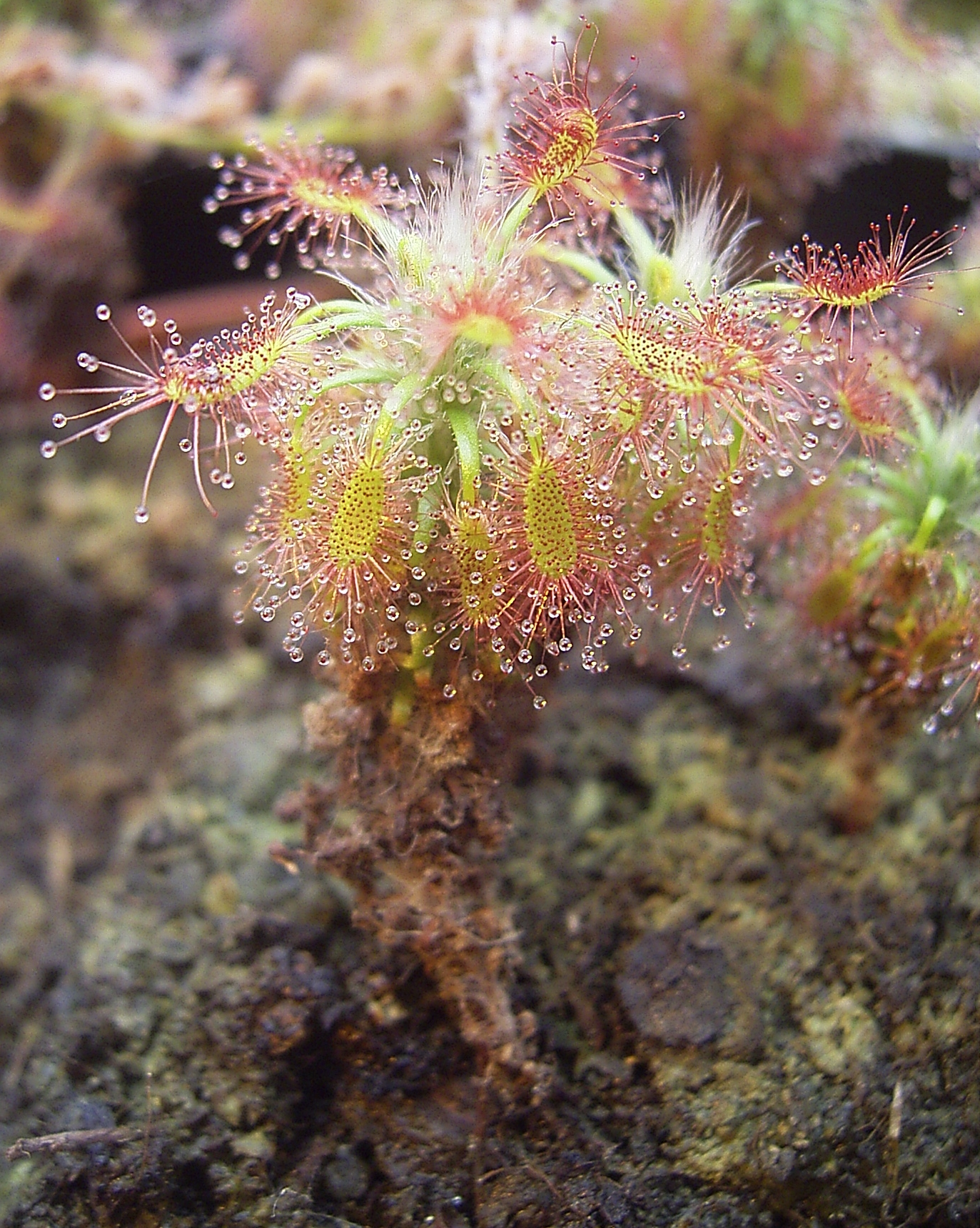
Drosera lasiantha, Habitus (in Kultur)

Drosera lasiantha ist eine ausdauernde, krautige Pflanze mit einer dichtstehenden Rosette von bis zu 1,5 Zentimeter Durchmesser auf einem bis zu 4 Zentimeter hohen Stämmchen, an dem das vertrocknete Laub der Vorjahre herabhängt. Die Art hat eine nur schwach verzweigte faserförmige Wurzel. 
Die oben kahlen, unterseits und seitlich dicht mit Drüsen besetzten Blattstiele sind bis zu 7,5 Millimeter lang, an der Basis rund 1 Millimeter breit, am Ansatz der Blattspreite bis auf knapp 0,5 Millimeter verjüngt und im Querschnitt länglich gerundet. Die Spreite ist elliptisch, 3 Millimeter lang, 2 Millimeter breit, unterseits mit (sitzenden) Drüsen besetzt sowie am Rand mit Drüsenhaaren bestanden.
Im Oktober/November bildet die Pflanze ein bis vier wollig behaarte Blütenstände, welche bis zu vier Zentimeter hoch über die Pflanze ragen. Sie tragen in Gestalt eines Wickels je bis zu zwölf dunkelrosane, kurz gestielte Blüten. Die Blütenblätter haben eine Länge von bis zu 6,5 Millimetern. Der Pollen ist gelb. 
Vegetativ vermehrt sie sich wie alle Zwergsonnentaue über Brutschuppen.

Verbreitung von D. lasiantha in Australien

## Verbreitung und Standort
Von der Art sind nur wenige Standorte nördlich von Albany im Süden Westaustraliens um den Porongurup-Nationalpark bekannt. Sie findet sich dort auf Lateritböden in offener Heide.

## Systematik
Drosera lasiantha zählt zu den sogenannten "Zwergsonnentauen", einer großen Gruppe äußerst kleiner Sonnentauarten, welche innerhalb der Gattung Sonnentau die Sektion Bryastrum bilden. Sie ist nah verwandt mit Drosera scorpioides und Drosera dichrosepala.